# 田村美沙紀
田村 美沙紀（たむら みさき、1994年10月10日 - ）は、山口県岩国市出身の元ハンドボール選手。ゴールの枠外から枠内に吸い込まれるスピンシュートが得意。自称カプチーノ。
実兄はハンドボール選手の田村卓大。

## 経歴
岩国市立岩国中学校時代は第18回JOCジュニアオリンピックカップで優秀選手に選出された。
中学卒業後は山口県立華陵高等学校へ進学し、2010年に日本代表U-16に選ばれた。
2011年は全日本高等学校ハンドボール選手権大会（インターハイ）で優秀選手賞を受賞。
2012年は3月に行われた全国高等学校ハンドボール選抜大会で最優秀選手に選ばれ、同年8月には第4回女子ユース世界選手権の日本代表に選出。
2013年は第12回女子ジュニアアジア選手権の日本代表U-20に選出された。
高校卒業後は筑波大学へ進学し、2014年の関東学生ハンドボール・春季リーグで優秀新人賞を受賞。同年6月には第19回女子ジュニア世界選手権の日本代表U-20に選出された。
2015年は春季リーグで優秀選手賞を受賞。7月には第28回ユニバーシアード競技大会の日本代表に選ばれた。
2016年は春季リーグで特別賞を受賞。秋季リーグでは優秀選手賞を受賞した。
2017年1月に日本ハンドボールリーグのソニーセミコンダクタマニュファクチャリングへ加入。
2023年2月、選手引退を表明。

## 詳細情報

### 年度別成績
| 年       | チーム   | 試合 | フィールド 得点 | 率   | 7m  | 合計    | 警告 | 退場 | 失格 |
| -------- | -------- | ---- | --------------- | ---- | --- | ------- | ---- | ---- | ---- |
| 2016-17  | ソニー   | 5    | 0/2             | .000 | 0/0 | 0/2     | 0    | 0    | 0    |
| 2017-18  | ソニー   | 24   | 9/20            | .450 | 0/0 | 9/20    | 0    | 0    | 0    |
| 2018-19  | ソニー   | 24   | 17/40           | .425 | 1/2 | 18/42   | 0    | 0    | 0    |
| 2019-20  | ソニー   | 14   | 37/67           | .552 | 1/1 | 38/68   | 1    | 3    | 0    |
| 2020-21  | ソニー   | 16   | 39/66           | .591 | 0/0 | 39/66   | 0    | 2    | 0    |
| 2021-22  | ソニー   | 16   | 40/62           | .645 | 1/1 | 41/63   | 0    | 2    | 0    |
| 2022-23  | ソニー   | 8    | 8/15            | .533 | 0/0 | 8/15    | 0    | 1    | 0    |
| JHL：7年 | JHL：7年 | 53   | 150/272         | .551 | 3/4 | 153/276 | 1    | 8    | 0    |

- 各年度の太字はリーグ最高

### JHLプレーオフ
| 年      | チーム | 試合                                     | フィールド 得点 | 率 | 7m  | 合計 | 警告 | 退場 | 失格 |
| ------- | ------ | ---------------------------------------- | --------------- | -- | --- | ---- | ---- | ---- | ---- |
| 2017-18 | ソニー | 三重バイオレットアイリス戦 (1stステージ) | 0/0             | -  | 0/0 | 0/0  | 0    | 0    | 0    |
| 2017-18 | ソニー | 広島メイプルレッズ戦 (2ndステージ)       | 0/0             | -  | 0/0 | 0/0  | 0    | 0    | 0    |

### 記録

#### 日本ハンドボールリーグ
- フィールドゴール初得点：2017年10月14日、対プレステージ・インターナショナル アランマーレ戦（姶良市総合運動公園体育館）[15]
- 7mスロー初得点：2018年9月22日、対大阪ラヴィッツ戦（霧島市国分体育館）[16]

### 背番号
- 4 (2017 - 2023年)

## 代表歴

### 日本代表U-24
- ユニバーシアード競技大会 (2015年)

### 日本代表U-20
- ジュニア世界選手権 (2014年)
- ジュニアアジア選手権 (2010年)

### 日本代表U-18
- ユース世界選手権 (2012年)

### 日本代表U-16
- 日韓スポーツ交流 (2010年)